# 鈴木康博
鈴木 康博（すずき やすひろ、1948年2月18日 - ）は、日本のシンガーソングライター。オフコースの元オリジナル・メンバー。血液型はB型。身長182.8cm。通称は、ヤス、ヤスさん、yassと英語表記されることもある。

## 経歴
母の実家がある静岡県田方郡修善寺町（現：伊豆市）で生まれ、父の勤務先の社宅があった横須賀市追浜を経て、4歳の時に横浜市磯子区屏風浦の戸建てに転居し育つ。実父は京浜急行電鉄に勤務し、後に取締役になった。中学生の頃からアメリカンポップスに影響されギターを持つようになった。
横浜市立浜小学校時代に中学受験のために進学塾に通っていた電車（京浜急行電鉄）内で小田和正と出会う。1960年、奇遇にも2人揃って第一志望の栄光学園を落ちてしまい、聖光学院に進学し再会する。聖光学院高等部3年時の学園祭では小田、鈴木、地主道夫、須藤尊史（横浜市立大学を経てシェル石油入社。ヨット界で有名）の4人でステージを披露した。これがオフコースの原点となる。
その後、東京工業大学に進学、制御工学（いわゆるロボット工学）を専攻した。小田、地主は東北大学に進学。東京・仙台と離れ離れになったが、頻繁に車（日産・ブルーバード）に楽器（鈴木は当初コントラバスを担当）を積んで行き来して音楽活動を続けていたという。ライブは主に横浜で行っていた。
1969年、小田、地主とともにジ・オフ・コースを結成。ヤマハ・ライト・ミュージック・コンテストに東北地区から出場。東北から出場したのは「東京だとレベルが高そう。東北のほうが勝ち抜きやすいのでは」という理由だったが、実際に出てみると東北地区も大変レベルが高く、最後まで勝ち抜けるか不安だったという。しかし東北地区1位となり、全国大会でも2位の好成績を残した（1位は赤い鳥）。大学卒業後、鈴木は内定していた安川電機への就職を断り、プロとして音楽の道に進む決意をする。
オフコースは数度のメンバー変遷を経て1972年より小田、鈴木の2人構成、後に清水仁、大間ジロー、松尾一彦を加えた5人構成で活動、一時代を築くグループとなった。この間、鈴木は小田とともに活動を支え続けた。オフコース時代の活動の詳細はオフコースの項参照。
1982年のコンサートツアー「over」にて日本史上初の日本武道館10日間公演を成功させ、最終日（1982年6月30日）のステージを題材にしたTV番組『NEXT』を制作後オフコースを離れ、ソロ活動を始める。
ソロ活動開始後は積極的に作品を創出し、約25年のソロ活動を通して21枚ものアルバムを残し（2008年現在）、全国的なライブ活動も精力的に行っている。また、TVの音楽番組にも頻繁に出演、ドラマの音楽監督なども務めている。
1983年、郷ひろみに提供した「素敵にシンデレラ・コンプレックス」がトヨタ・カローラのコマーシャルソングに採用されヒット。鈴木は今でもこの歌を「僕が作った曲では最大のヒット曲」と言って観客を笑わせる。
1984年、コカ・コーラのコマーシャルイメージソングを歌い（ただし自作曲ではない）、フジサンケイグループ広告大賞特別音楽賞を受賞。
1986年、キリン「ラガービール」のコマーシャルソング「TOGETHER」（原曲は「Let Us Begin Beguine」）がヒット。
1989年、オフコースの解散を受けてエッセイ『時代を超えて、今』（勁文社、ISBN 9784766909289）を発表。オフコース脱退を決意するに至った心境、この当時のオフコースに対する思いを率直に語っている（ただし、その後は「（小田に対する）感情的なわだかまりはもう無い」と語っている）。
2000年より細坪基佳（ふきのとう元メンバー）、山本潤子（赤い鳥、ハイ・ファイ・セット元メンバー）とユニットSong for Memoriesを結成。和洋問わず幅広いポップス・ナンバーのカヴァー中心に活動、アルバム5枚をリリースしている。
2003年、自ら音楽を担当した「ブルーもしくはブルー」に俳優として出演した。
2010年、所属事務所であるOMGの社長の逮捕の影響で公式サイトが一時アクセス不可能になった。
2011年、所属事務所をユイミュージック（旧ユイ音楽工房）に移籍。
2013年、ソロ活動30周年記念ライブ「たどりついたぜ!! 30年」を9月21日に大和田さくらホール、12月24日に横浜新都市ホールで開催。
2017年11月23日NHKFM「今日は一日“小田和正”三昧」でメッセージの形ではあるが小田と35年ぶりに共演した。
2019年、5月29日リリースの松尾一彦デビュー45周年記念ミニ・アルバム『君を待つ渚』収録の、オフコース時代の楽曲「君を待つ渚」のセルフカバーに、鈴木がギターで参加。
2022年1月15日、音楽活動50周年ライヴ『鈴木康博LIVE2022 おかげさまで50年+2』を、東京・かつしかシンフォニーヒルズモーツァルトホールにて開催。もともと2020年に開催予定だったが、コロナ禍の影響で2年伸びたものの「50周年は何が何でもやりたかった」という鈴木の意向で開催された。

## 音楽作品

### シングル
| #                                      | タイトル                                            | 発売日                              | 規格                                | 品番                                |
| EXPRESS ⁄ 東芝EMI （1983年-1993年）    | EXPRESS ⁄ 東芝EMI （1983年-1993年）                 | EXPRESS ⁄ 東芝EMI （1983年-1993年） | EXPRESS ⁄ 東芝EMI （1983年-1993年） | EXPRESS ⁄ 東芝EMI （1983年-1993年） |
| -------------------------------------- | --------------------------------------------------- | ----------------------------------- | ----------------------------------- | ----------------------------------- |
| 1                                      | 愛をよろしく/ラララ -愛の世界へ-                    | 1983年08月21日                      | 7inch                               | ETP-17522                           |
| 2                                      | ALONE/夏が過ぎても                                  | 1984年05月01日                      | 7inch                               | ETP-17620                           |
| 3                                      | SO LONG/届かないLove Song                           | 1984年09月01日                      | 7inch                               | ETP-17650                           |
| 4                                      | STARLIGHT SERENADE/素敵にシンデレラ・コンプレックス | 1984年11月21日                      | 7inch                               | ETP-17673                           |
| 5                                      | City Woman/ある晴れた日に                           | 1985年06月21日                      | 7inch                               | ETP-17725                           |
| 6                                      | 微笑のうしろに/琥珀色のつぶやき                     | 1985年11月30日                      | 7inch                               | ETP-17795                           |
| 7                                      | Together/エンドレスサマー                           | 1986年06月23日                      | 7inch                               | ETP-17860                           |
| 8                                      | STEP INTO THE SUNSHINE/遥かなる願い                 | 1987年06月22日                      | 7inch                               | ETP-17969                           |
| 9                                      | おやすみマイ・ラブ/MOONLIGHT SERENADE               | 1988年10月26日                      | 7inch                               | RT07-2223                           |
| 10                                     | サンクチュアリー/恋におちると                       | 1991年05月02日                      | SCD                                 | TODT-2676                           |
| 11                                     | あなたに明日を/一番遠い君                           | 1992年07月29日                      | SCD                                 | TODT-2876                           |
| 12                                     | 愛の回帰線/通り過ぎた日よさよなら                   | 1992年10月07日                      | SCD                                 | TODT-2929                           |
| 13                                     | でももう花はいらない/あなたとともに                 | 1993年04月28日                      | SCD                                 | TODT-3024                           |
| ZIGZAG ⁄ BMGビクター （1994年-1996年） |                                                     |                                     |                                     |                                     |
| 14                                     | 燃ゆる心あるかぎり/世界中に君はひとり               | 1995年04月05日                      | SCD                                 | BVDR-1029                           |
| 15                                     | 君のいない夜なんて/出発を決めるために               | 1995年08月23日                      | SCD                                 | BVDR-1052                           |
| 16                                     | Always With You/君の中にすべてがある                | 1995年11月01日                      | SCD                                 | BVDR-1066                           |
| 17                                     | 海側の景色/素敵なあなた                             | 1996年08月21日                      | SCD                                 | BVDR-1115                           |
| バンダイミュージック （1998年）        |                                                     |                                     |                                     |                                     |
| 18                                     | 最後の約束/明日も晴れ                               | 1998年10月21日                      | SCD                                 | APDA-267                            |
| マーキュリー （1999年）                |                                                     |                                     |                                     |                                     |
| 19                                     | Dream Dream Dream/セレモニー                        | 1999年09月29日                      | SCD                                 | PHDL-1179                           |
| Double Neck Records （2000年-2010年）  |                                                     |                                     |                                     |                                     |
| 20                                     | 最後の約束                                          | 2001年02月21日                      | CD                                  | DNCS-1001                           |

### アルバム
| #                                                   | タイトル                                                            | 発売日                             | 形態                               | 品番                               | 備考                                                                       |
| EXPRESS ⁄ 東芝EMI（1983年-1993年）                  | EXPRESS ⁄ 東芝EMI（1983年-1993年）                                  | EXPRESS ⁄ 東芝EMI（1983年-1993年） | EXPRESS ⁄ 東芝EMI（1983年-1993年） | EXPRESS ⁄ 東芝EMI（1983年-1993年） | EXPRESS ⁄ 東芝EMI（1983年-1993年）                                         |
| --------------------------------------------------- | ------------------------------------------------------------------- | ---------------------------------- | ---------------------------------- | ---------------------------------- | -------------------------------------------------------------------------- |
| 1                                                   | Sincerely                                                           | 1983年8月21日                      | LP                                 | ETP-90243                          |                                                                            |
| 2                                                   | Hello Again                                                         | 1984年9月29日                      | LP                                 | ETP-90302                          | ジャケット写真はホテルパシフィック東京（現在はSHINAGAWA GOOS）での撮影。   |
| 3                                                   | Long Slow Distance                                                  | 1985年9月6日                       | LP                                 | ETP-90352                          |                                                                            |
| 3                                                   | Long Slow Distance                                                  | 1985年9月6日                       | CD                                 | CA32-1170                          |                                                                            |
| 4                                                   | SING MODE                                                           | 1986年7月31日                      | LP                                 | ETP-90423                          |                                                                            |
| 4                                                   | SING MODE                                                           | 1986年7月31日                      | CD                                 | CA32-1271                          |                                                                            |
| 5                                                   | MY PLEASURE                                                         | 1987年7月6日                       | LP                                 | ETP-90472                          |                                                                            |
| 5                                                   | MY PLEASURE                                                         | 1987年7月6日                       | CD                                 | CT32-1466                          | CDのみ「LOUISIANA MAMA」収録。                                             |
| 6                                                   | LULLABY                                                             | 1988年4月27日                      | LP                                 | RT28-5177                          |                                                                            |
| 6                                                   | LULLABY                                                             | 1988年4月27日                      | CD                                 | CT32-5177                          |                                                                            |
| 7                                                   | A MERRY LITTLE CHRISTMAS                                            | 1988年11月25日                     | SCD                                | XT15-5032                          | ミニ・アルバム                                                             |
| 8                                                   | BETTER THAN NEW -The Song I Love-                                   | 1990年3月28日                      | CD                                 | TOCT-5648                          |                                                                            |
| 9                                                   | Acoustic                                                            | 1991年5月24日                      | CD                                 | TOCT-6135                          |                                                                            |
| 10                                                  | Anthology 1983-1988                                                 | 1991年12月18日                     | CD                                 | TOCT-6135                          | ベスト・アルバム                                                           |
| 11                                                  | あなたに明日を                                                      | 1992年10月28日                     | CD                                 | TOCT-6135                          |                                                                            |
| 12                                                  | あなたとともに YASUHIRO SUZUKI 10th Anniversary                     | 1993年4月14日                      | CD                                 | TOCT-7017                          | カバー&セルフカバーアルバム                                                |
| ZIGZAG ⁄ BMGビクター （1995年-1996年）              |                                                                     |                                    |                                    |                                    |                                                                            |
| 13                                                  | それぞれの街角で                                                    | 1995年10月4日                      | CD                                 | BVCR-720                           |                                                                            |
| 14                                                  | BeSide                                                              | 1996年10月23日                     | CD                                 | BVCR-772                           | セルフカバー・アルバム                                                     |
| バンダイミュージック （1998年）                     |                                                                     |                                    |                                    |                                    |                                                                            |
| 15                                                  | Anyone                                                              | 1998年11月21日                     | CD                                 | APCA-251                           |                                                                            |
| Double Neck Records （2000年-2003年）               |                                                                     |                                    |                                    |                                    |                                                                            |
| 16                                                  | Knockin' On Your Heart                                              | 2000年4月1日                       | CD                                 | DNCA-0001                          |                                                                            |
| 17                                                  | Moments On Stages                                                   | 2000年9月20日                      | CD                                 | DNCA-1002-3                        | ライブ・アルバム                                                           |
| 18                                                  | Reborn                                                              | 2001年4月25日                      | CD                                 | DNCA-2001                          | ベスト・アルバム                                                           |
| 19                                                  | ダレか胃薬クレ。                                                    | 2002年7月24日                      | CD                                 | DNCA-2002                          |                                                                            |
| 20                                                  | ブルーもしくはブルー 〜もう一人の私〜 サウンドトラック              | 2003年10月22日                     | CD                                 | DNCA-2007                          | NHK総合ドラマ『ブルーもしくはブルー 〜もう一人の私〜』のサウンドトラック。 |
| EXPRESS ⁄ 東芝EMI（2004年）                         |                                                                     |                                    |                                    |                                    |                                                                            |
| 21                                                  | AfTER                                                               | 2004年11月27日                     | CD                                 | TOCT-10980                         | ベスト・アルバム                                                           |
| 22                                                  | FORWARD                                                             | 2004年12月8日                      | CD                                 | TOCT-25563                         | セルフカバー・アルバム                                                     |
| Double Neck Records （2005年-2008年）               |                                                                     |                                    |                                    |                                    |                                                                            |
| 23                                                  | 鈴木康博 LIVE 2005 “FORWARD”                                        | 2005年2月5日                       | CD                                 | DNR-0004                           | ライブ・アルバム                                                           |
| 24                                                  | 'いいことあるさ'                                                    | 2007年8月22日                      | CD                                 | DNCA-2030                          |                                                                            |
| 25                                                  | Yasuhiro Suzuki Anniversary Live 1970-2008                          | 2008年11月5日                      | CD                                 | DNCA-2032-3                        | ライブ・アルバム                                                           |
| フォーライフミュージックエンタテイメント （2011年） |                                                                     |                                    |                                    |                                    |                                                                            |
| 26                                                  | 一歩                                                                | 2011年10月19日                     | CD                                 | FLCF-4403                          |                                                                            |
| BIG PINK RECORDS （2013年）                         |                                                                     |                                    |                                    |                                    |                                                                            |
| 27                                                  | Select30 Vol.1                                                      | 2013年6月19日                      | CD                                 | DQC-1086                           | ベスト・アルバム                                                           |
| 28                                                  | Select30 Vol.2                                                      | 2013年6月19日                      | CD                                 | DQC-1087                           | ベスト・アルバム                                                           |
| EMI Records ⁄ ユニバーサル ミュージック （2013年）  |                                                                     |                                    |                                    |                                    |                                                                            |
| 29                                                  | ゴールデン☆ベスト 鈴木康博                                          | 2013年8月21日                      | CD                                 | TOCT-11291                         | ベスト・アルバム                                                           |
| BIG PINK RECORDS （2015年-）                        |                                                                     |                                    |                                    |                                    |                                                                            |
| 30                                                  | この先の道                                                          | 2015年5月27日                      | CD                                 | DQC-1481                           |                                                                            |
| 31                                                  | Another Select+                                                     | 2016年11月9日                      | CD+DVD                             | BPR-1007                           | ベスト・アルバム                                                           |
| 32                                                  | 元気であれば                                                        | 2018年12月1日                      | CD                                 | BPR-1008                           |                                                                            |
| 33                                                  | LIVE!!! YASUHIRO SUZUKI 70TH ANNIVERSARY & BEST SELECTION 2016-2019 | 2019年11月13日                     | 3CD                                | BPR-1009                           | ライブ・ベスト・アルバム                                                   |
| 34                                                  | 十里の九里                                                          | 2021年10月13日                     | CD                                 | BPR-1010                           |                                                                            |

### プレミアムBOX
1. yass box （2004年12月1日） Double Neck Records（デビュー35周年記念）

### ライブDVD
1. 「たどりついたぜ!! 30年」 LIVE IN CONCERT and More （2014年3月19日） BIG PINK RECORDS

### タイアップ
| 曲名                   | 備考                                                  |
| ---------------------- | ----------------------------------------------------- |
| 愛をよろしく           | TBSテレビ系列金曜ドラマ『もういちど結婚』主題歌       |
| City Woman             | 黄桜酒造『黄桜マイルド』TV-CMイメージソング           |
| 微笑のうしろに         | 東芝インバータエアコン CMイメージ・ソング             |
| Together               | キリン缶ビール イメージ・ソング                       |
| STEP INTO THE SUNSHINE | 東芝インバータエアコン CMソング                       |
| おやすみマイ・ラブ     | 三井ホーム CFイメージソング                           |
| サンクチュアリー       | シャープ電子システム手帳『PA-X1』CFイメージソング     |
| 恋におちると           | サトウダイヤモンドチェーン CFイメージソング           |
| あなたに明日を         | MBS・TBS系ドラマ30『ある日突然…』主題歌               |
| 燃ゆる心あるかぎり     | 安田生命 CFイメージソング                             |
| 世界中に君はひとり     | テレビ朝日系『あなたの世界旅』テーマソング            |
| 君のいない夜なんて     | テレビ東京系『TVチャンピオン』エンディングテーマ      |
| Always With You        | テレビ東京系『開運!なんでも鑑定団』エンディングテーマ |
| 海側の景色             | テレビ東京系『いい旅・夢気分』エンディングテーマ      |
| Dream Dream Dream      | 日本テレビ系『ぶらり途中下車の旅』エンディングテーマ  |

### ユニット
Song for Memories（鈴木康博・山本潤子・細坪基佳）
1. Song for Memories （2000年9月20日 ENSEMBLE）– 2枚組ライブ・アルバム
2. Song for Memories II （2001年8月18日 OAK Records） – アルバム
3. Ellys Green （2006年10月4日 avex io）– アルバム
4. Song for Memories コンサート2009 渋谷C.C.Lemonホール （2009年6月3日 Double Neck Records）– ライヴDVD
5. イエスタデイ・ワンス・モア〜TRIBUTE TO THE CARPENTERS〜 （2009年3月25日 UNIVERSAL MUSIC）– カーペンターズのデビュー40周年にあわせ制作されたトリビュート・アルバム。「YESTERDAY ONCE MORE」にて参加。

木久ちゃんロケッツ（林家木久扇・林家木久蔵・鈴木康博他）
1. 「空とぶプリンプリン/パイパイ プリンプリン」（2016年6月22日 日本コロムビア）– シングル。タイトル曲は、NHKの『みんなのうた』で2016年6月から7月に放送された。

## 楽曲提供
- アーティスト名は50音順、曲名は発売順に列記。作品はソロ以降に限定。

ソロ以前の提供作品はオフコースを参照
| アーティスト     | 提供曲                           | 作者                                                    | 収録作品（初出のみ）                              | 発売日         | 規格 | 生産番号   |
| ---------------- | -------------------------------- | ------------------------------------------------------- | ------------------------------------------------- | -------------- | ---- | ---------- |
| 哀川翔           | 卑怯者                           | 作詞 : 山上路夫 作曲 : 鈴木康博 編曲 : 西平彰           | 卑怯者 ⁄ ガラパゴス寓話                           | 1987年05月22日 | EP   | 07FA-1112  |
| 哀川翔           | 卑怯者                           | 作詞 : 山上路夫 作曲 : 鈴木康博 編曲 : 西平彰           | COMMON SENSE                                      | 1987年07月22日 | LP   | 28FB-2107  |
| 青木愛           | 幸せの行方                       | 作詞 : 有森聡美 作曲 : 鈴木康博 編曲 : 藤原いくろう     | 幸せの行方 ⁄ 同じ空の下で                         | 1993年06月16日 | SCD  | TODT-3039  |
| 浅井ひろみ       | Brand-new Sunshine               | 作詞 : 山田ひろし 作曲 : 鈴木康博 編曲 : 難波正司       | Voice in the Voice ⁄ Brand-new Sunshine           | 1994年10月05日 | SCD  | APDA-119   |
| 浅井ひろみ       | Brand-new Sunshine               | 作詞 : 山田ひろし 作曲 : 鈴木康博 編曲 : 難波正司       | From Now                                          | 1994年11月05日 | CD   | APCA-123   |
| あんべ光俊       | ふり向いてもう一度               | 作詞 : 安部光俊 作曲・編曲 : 鈴木康博                   | さよならMy Boy ⁄ ふり向いてもう一度               | 1981年09月21日 | EP   | ETP-17220  |
| あんべ光俊       | ふり向いてもう一度               | 作詞 : 安部光俊 作曲・編曲 : 鈴木康博                   | Born to be Wild                                   | 1981年10月21日 | LP   | ETP-90017  |
| 伊藤麻衣子       | プールサイド物語                 | 作詞 : 売野雅勇 作曲 : 鈴木康博 編曲 : 松下誠           | CALENDAR                                          | 1984年05月21日 | LP   | 28AH-1713  |
| H2O              | 風のロマンス                     | 作詞 : 秋元康 作曲 : 鈴木康博 編曲 : 星勝               | 風のロマンス ⁄ 虹のルージュ                       | 1984年06月25日 | EP   | 7DS-0071   |
| H2O              | 風のロマンス                     | 作詞 : 秋元康 作曲 : 鈴木康博 編曲 : 星勝               | NEXT CORNER                                       | 1985年02月25日 | LP   | 28MS-0071  |
| H2O              | 5月14日のSuddenly                | 作詞 : 秋元康 作曲 : 鈴木康博 編曲 : 萩田光雄           | NEXT CORNER                                       | 1985年02月25日 | LP   | 28MS-0071  |
| 大竹しのぶ       | 満月                             | 作詞 : 及川眠子 作曲 : 鈴木康博 編曲 : 坂本昌之         | SIOBHAN                                           | 1995年08月19日 | CD   | COCA-12800 |
| 織田裕二         | BLOWING                          | 作詞 : 長月命 作曲 : 鈴木康博 編曲 : 松本晃彦           | 逆風                                              | 1991年07月12日 | CD   | TOCT-6220  |
| 織田裕二         | RACE                             | 作詞 : 織田裕二 作曲 : 鈴木康博 編曲 : 松本晃彦         | 逆風                                              | 1991年07月12日 | CD   | TOCT-6220  |
| かとうれいこ     | 沈黙のリフレイン                 | 作詞 : 許瑛子 作曲 : 鈴木康博 編曲 : 杉山卓夫           | Querido                                           | 1992年07月22日 | CD   | PICL-1037  |
| かとうれいこ     | なつかしいあなた                 | 作詞 : 戸沢暢美 作曲 : 鈴木康博 編曲 : 林有三           | Querido                                           | 1992年07月22日 | CD   | PICL-1037  |
| 川島みき         | シルクのくちびる                 | 作詞 : 松本一起 作曲 : 鈴木康博 編曲 : 水谷公生         | シルクのくちびる ⁄ Runner of Love                 | 1986年11月01日 | EP   | 07SH-1828  |
| 神田正輝         | 雨色のシネマ                     | 作詞 : ちあき哲也 作曲 : 鈴木康博 編曲 : 山田秀俊       | if —予感—                                         | 1984年11月21日 | LP   | 28FB-2007  |
| 倉橋ルイ子       | 過ぎし日々の夢                   | 作詞 : 倉橋ルイ子 作曲 : 鈴木康博 編曲 : 船本英雄       | 青い空の下で                                      | 1991年11月21日 | CD   | VPCC-80448 |
| 倉橋ルイ子       | 過ぎし日々の夢                   | 作詞 : 倉橋ルイ子 作曲 : 鈴木康博 編曲 : 船本英雄       | 新しい朝に… ⁄ 過ぎし日々の夢                      | 1992年12月01日 | SCD  | VPDC-20478 |
| 郷ひろみ         | 素敵にシンデレラ・コンプレックス | 作詞 : 阿久悠 作曲 : 鈴木康博 編曲 : 井上堯之、甲斐正人 | 素敵にシンデレラ・コンプレックス ⁄ 黒にしておけよ | 1983年05月12日 | EP   | 07SH-1303  |
| 郷ひろみ         | 黒にしておけよ                   | 作詞 : 阿久悠 作曲・編曲 : 鈴木康博                     | 素敵にシンデレラ・コンプレックス ⁄ 黒にしておけよ | 1983年05月12日 | EP   | 07SH-1303  |
| 小林旭           | 北葉樹                           | 作詞 : 大津あきら 作曲 : 鈴木康博 編曲 : 新川博         | あれから                                          | 1993年11月21日 | CD   | SRCL-2798  |
| 小林旭           | 根室抒情                         | 作詞 : 大津あきら 作曲 : 鈴木康博 編曲 : 矢野立美       | あれから                                          | 1993年11月21日 | CD   | SRCL-2798  |
| 斉藤由貴         | 記憶                             | 作詞 : 斉藤由貴 作曲 : 鈴木康博 編曲 : 武部聡志         | 砂の城 ⁄ 記憶                                     | 1987年04月10日 | EP   | 7A-0708    |
| 斉藤由貴         | 記憶                             | 作詞 : 斉藤由貴 作曲 : 鈴木康博 編曲 : 武部聡志         | 風夢                                              | 1987年04月21日 | LP   | C28A-0562  |
| 斉藤由貴         | 記憶                             | 作詞 : 斉藤由貴 作曲 : 鈴木康博 編曲 : 武部聡志         | 風夢                                              | 1987年04月21日 | CD   | D32A-0281  |
| 設楽りさ子       | Grass                            | 作詞 : 朝水彼方 作曲 : 鈴木康博 編曲 : 萩田光雄         | prisme                                            | 1992年11月25日 | CD   | TOCT-6803  |
| 設楽りさ子       | 風の視線                         | 作詞 : 来生えつこ 作曲 : 鈴木康博 編曲 : 西平彰         | prisme                                            | 1992年11月25日 | CD   | TOCT-6803  |
| 清水英哉         | 漂流者たちよ                     | 作詞 : 松本一起 作曲 : 鈴木康博                         | 君を愛することは得意でも                          | 1991年11月13日 | CD   | TYTY-5182  |
| ジュディ・オング | 幸福（こうふく）の距離           | 作詞 : 来生えつこ 作曲 : 鈴木康博 編曲 : 萩田光雄       | 愛のめぐり逢い ⁄ 幸福（こうふく）の距離           | 1987年03月21日 | EP   | WTP-17938  |
| 高橋名人         | RUNNER                           | 作詞 : 麻尾るみこ 作曲 : 鈴木康博 編曲 : 国吉良一       | RUNNER ⁄ FIGHTER                                  | 1986年04月18日 | EP   | 7K-217     |
| 立花理佐         | ライバル                         | 作詞 : FUMIKO 作曲 : 鈴木康博 編曲 : 小林信吾           | 15才（フィフティーン）神話                        | 1987年08月05日 | LP   | WTP-90484  |
| 立花理佐         | ライバル                         | 作詞 : FUMIKO 作曲 : 鈴木康博 編曲 : 小林信吾           | 15才（フィフティーン）神話                        | 1987年08月05日 | CD   | CA32-1515  |
| 田村英里子       | Domino                           | 作詞 : 平松愛理 作曲 : 鈴木康博 編曲 : 萩田光男         | Domino ⁄ 希望のメロディ                           | 1990年04月25日 | SCD  | TODT-2502  |
| 田村英里子       | Domino                           | 作詞 : 平松愛理 作曲 : 鈴木康博 編曲 : 萩田光男         | Behind the Heart                                  | 1990年09月05日 | CD   | TOCT-5828  |
| つちやかおり     | さよならに慣れるまで             | 作詞 : 竜真知子 作曲 : 鈴木博康 編曲 : 佐藤健           | FRAGRANCE                                         | 1983年10月01日 | LP   | ETP-90245  |
| つちやかおり     | 眠らせてララバイ                 | 作詞 : 竜真知子 作曲 : 鈴木博康 編曲 : 山田秀俊         | FRAGRANCE                                         | 1983年10月01日 | LP   | ETP-90245  |
| 時任三郎         | みんな君のせい                   | 作詞 : 澤地隆 作曲 : 鈴木博康 編曲 : 重実徹             | 未来への証                                        | 1992年10月21日 | CD   | PCCA-00403 |
| 時任三郎         | ふたり                           | 作詞 : 澤地隆 作曲 : 鈴木博康 編曲 : 重実徹             | 未来への証                                        | 1992年10月21日 | CD   | PCCA-00403 |
| 中村由真         | 太陽の海岸                       | 作詞 : 吉元由美 作曲 : 鈴木博康 編曲 : 鷺巣詩郎         | GROWIN'                                           | 1989年07月21日 | CD   | 80349      |
| 西村知美         | 二人のメイン・ロード             | 作詞 : 来生えつこ 作曲 : 鈴木康博 編曲 : 萩田光男       | 天使のメイル                                      | 1987年03月21日 | LP   | WTP-90456  |
| 西村知美         | 二人のメイン・ロード             | 作詞 : 来生えつこ 作曲 : 鈴木康博 編曲 : 萩田光男       | 天使のメイル                                      | 1987年03月21日 | CD   | CA32-1395  |
| FULL HOUSE       | 風の告白                         | 作詞 : 大津あきら 作曲・編曲 : 鈴木康博                 | 君の愛のために、僕の愛のために                    | 1987年09月21日 | CD   | 30CH-260   |
| FULL HOUSE       | 君への扉                         | 作詞 : 大津あきら 作曲・編曲 : 鈴木康博                 | 君の愛のために、僕の愛のために                    | 1987年09月21日 | CD   | 30CH-260   |
| FULL HOUSE       | OVERTURE                         | 作曲・編曲 : 鈴木康博                                   | 君の愛のために、僕の愛のために                    | 1987年09月21日 | CD   | 30CH-260   |
| 松田聖子         | 妖精たちのTea Party              | 作詞 : 松本隆 作曲 : 鈴木康博 編曲 : 西平彰             | Snow Garden                                       | 1987年11月21日 | LP   | 28AH-2270  |
| 松田聖子         | 妖精たちのTea Party              | 作詞 : 松本隆 作曲 : 鈴木康博 編曲 : 西平彰             | Snow Garden                                       | 1987年11月21日 | CD   | 32DH-850   |
| 村瀬由衣         | 優しい関係                       | 作詞 : 吉元由美 作曲 : 鈴木康博 編曲 : 船山基紀         | 眠る記憶                                          | 1993年09月01日 | CD   | FHCF-2109  |
| 薬師丸ひろ子     | スマッシュボーイの微笑み         | 作詞 : 阿久悠 作曲 : 鈴木康博 編曲 : 川村栄二           | 夢十話                                            | 1985年08月08日 | LP   | WTP-90346  |
| 薬師丸ひろ子     | ある日印象派                     | 作詞 : 阿久悠 作曲 : 鈴木康博 編曲 : 川村栄二           | 夢十話                                            | 1985年08月08日 | CD   | CA32-1153  |
| 山本コウタロー   | 10月の距離                       | 作詞 : 秋元康 作曲 : 鈴木康博 編曲 : 瀬尾一三           | 10月の距離                                        | 1984年10月21日 | LP   | N28E0023   |
| 夢工場           | 星月夜                           | 作詞 : 松尾由起夫 作曲 : 鈴木康博 編曲 : 後藤次利       | フォトジェニック・エンジェル ⁄ 星月夜             | 1986年08月05日 | EP   | 7A-0604    |
| 夢工場           | 星月夜                           | 作詞 : 松尾由起夫 作曲 : 鈴木康博 編曲 : 後藤次利       | My Collection                                     | 1987年07月21日 | CD   | D32P-6102  |
| 吉田栄作         | DESOLATED RIVER                  | 作詞 : 松井五郎 作曲 : 鈴木康博 編曲 : 梁邦彦           | 僕は何かを失いそうだ                              | 1991年06月01日 | CD   | FHCF-1122  |
| 芳本美代子       | セピア・サマー                   | 作詞 : 有馬三恵子 作曲 : 鈴木康博 編曲 : 萩田光雄       | PARADISE PARK                                     | 1986年04月01日 | LP   | TL-512     |
| 芳本美代子       | Sweet-Heart                      | 作詞 : 松本一起 作曲 : 鈴木康博 編曲 : 萩田光雄         | PARADISE PARK                                     | 1986年04月21日 | CD   | 30CH-170   |

## 参加作品
- ロケットマン『愛と海と音楽と』（2006年8月2日 CD:COCP-50944）
  - 「misty（feat.鈴木康博）」– ゲスト・ボーカル

## ラジオ
- 鈴木康博 メインストリートをつっ走れ!

## オフコース・小田和正について
来歴の項のとおり、小田とは聖光学院中等部時代からの同級生。
優勝して音楽活動にけじめをつけるはずだったヤマハ・ライト・ミュージック・コンテストで2位となり、音楽活動は継続したが、プロとしての活動にいささかの躊躇を見せ同時に早稲田大学大学院に進学した小田と違い、企業の内定を蹴って音楽活動に専念、アレンジの勉強を本格的にしていた鈴木は、小田にとって先生的な存在だったという（『小田和正インタビュー たしかなこと』）。一方、鈴木は小田について「小学生のときバイオリンを習っていたので、早くから音楽に習熟していた。僕は小田に楽譜の読み方を教わった」と語っている。
鈴木自身のライブMCなどによれば、オフコースをやめようと思ったのは1979年頃だという。小田にそれを伝えたのは1980年、理由は「だんだん自分の居場所がなくなってきていると思った」「自分もいろいろ（キーボードなど）トライしてみたいが、相棒（小田）の邪魔をするわけにもいかないし」「トップを走っていたい」「オフコースという足かせの中での音楽活動に行き詰まりを感じていた」と語っている。オフコースのアルバムは小田、鈴木がほぼ同数の曲を提供していたところ『We are』からそのバランスが崩れ鈴木の楽曲比率が減るが、これは鈴木自身がオフコースにどんな曲を書けばいいか、イメージできなかったためだという。
鈴木は代替メンバーを入れればいいのではないかと考えていたようだが、小田はその考えを容れることができず、一度はオフコースの解散を決意した。アルバム『We are』、『over』のタイトルについて「我々は終わった」＝解散のメッセージだったと鈴木は語っている。1983年、メンバー及びスタッフとの話し合いの末オフコースは解散せずに4人での活動継続を選択。1989年まで活動を続けたが、それに対して当初強い違和感があったことを自著『時代を超えて、今』で表明していた。
ソロ活動開始後、オフコース時代の楽曲は折に触れ歌っていたものの（「さよなら」「愛の唄」などの小田楽曲を含む）オフコースや小田について語らなかったが、2005年、オフコース時代の楽曲のセルフカヴァー・アルバム『FORWARD』発売の前後から、詳しく語るようになっている。自身がパーソナリティをつとめるAMラジオ番組『メインストリートをつっ走れ!』では、同番組で最近小田とメールをやり取りしたことを明かしたり、ゲストとともに「さよなら」を演奏している。また、オフコースの元メンバー大間・松尾・清水のユニット「A.B.C」のライブにて、急病となった松尾の代役として出演した（2005年）。2007年2月16日に放送された『僕らの音楽』では、小田楽曲である「Yes-No」をカヴァーしたCHARAと共演、アコースティック・ギターとコーラスで参加している。
基本的にオフコースの再結成については小田と同様に消極的。ただし、オフコースの再結成そのものをあまり語らない小田に比べ、かなり具体的に考えを語っている。旧公式サイト経由でファンから問われた「ファンに対する責任」については「自分はオフコースをやめようと決意してから3年（1982年まで）とどまった。これでファンに対する責任は果たしたと思っている」と語っている。「（小田に対して）感情的なわだかまりはもう無い」と語っているが、再結成については「やるなら、昔の歌を歌うだけじゃだめ。新しい歌も書かなければ」「オフコースでやる以上、今（の音楽活動）と同じというイメージは持てない」と語っている。他には「小田の求める音楽と僕の求める音楽は必ずしも同じ方向には向いていない。それなら今のまま、別々にやっているほうがいい」とも語っている（2005年 - 2007年のライブMCより）。なお、アルバム『FORWARD』収録曲「明日の風に吹かれて」は「今オフコースをやるとしたら、というイメージで作った」と語っている。